# THE STAR IN HIBIYA
『THE STAR IN HIBIYA』（ザ・スター・イン・ヒビヤ）は、矢沢永吉のライブ・アルバム、およびライブDVD。

## 解説
1976年7月4日、日比谷野外音楽堂にて行われた同名コンサートの模様を収録。
前年には同会場でキャロルが解散コンサートを行っており、ソロに転身した矢沢の凱旋コンサートとなった。

### 参加ミュージシャン
- 相沢行夫（ギター）
- 大森正治（ドラム）
- ジェイク・コンセプション（ホーンセクション）
- サディスティックス
  - 高中正義（ギター）
  - 後藤次利（ベース）
  - 今井裕（キーボード）
  - 高橋幸宏（ドラム）

## ライブ・アルバム
同年11月21日発売。ライブ・アルバムは矢沢初となった。コンサートの演奏曲のうち、キャロル時代の作品は全曲カット。代わりに同コンサートで演奏されていない「安物の時計」「キザな野郎」「夏のフォトグラフ」「ライフ・イズ・ヴェイン」4曲のライブ音源を追加収録（同年1月8日の中野サンプラザ公演）。

### 収録曲
全作曲：矢沢永吉

#### DISC.1
1. 恋の列車はリバプール発
  - 作詞：相沢行夫
2. セクシー・キャット
  - 作詞：相沢行夫
3. トラベリン・バス
  - 作詞：西岡恭蔵
4. キャロル
  - 作詞：相沢行夫
5. 最後の約束
  - 作詞：相沢行夫
6. 奴はデビル
  - 作詞：西岡恭蔵
7. 気ままなロックン・ローラー
  - 作詞：西岡恭蔵
8. サブウェイ特急
  - 作詞：松本隆
9. 雨のハイウェイ
  - 作詞：相沢行夫
10. アイ・ラヴ・ユー、OK
  - 作詞：相沢行夫

#### DISC.2
1. 真夜中のロックン・ロール
  - 作詞：矢沢永吉
2. ディスコティック
  - 作詞：相沢行夫
3. ウィスキー・コーク
  - 作詞：相沢行夫
4. 恋の列車はリバプール発
5. A DAY
  - 作詞：西岡恭蔵
6. 安物の時計
  - 作詞：松本隆
7. キザな野郎
  - 作詞：相沢行夫
8. 夏のフォトグラフ
  - 作詞：西岡恭蔵
9. ライフ・イズ・ヴェイン
  - 作詞：西岡恭蔵

## 映像ソフト
ライブから25年後に初の商品化。
アルバム未収録のキャロル楽曲を全収録。
アルバム追加収録の中野サンプラザ公演での4曲はカット。
コンサート予告ポスター（復刻版）もついた。

### 収録曲
1. OPENING
2. 恋の列車はリバプール発
3. セクシー・キャット
4. トラベリン・バス
5. キャロル
6. 最後の約束
7. 奴はデビル
8. 気ままなロックン・ローラー
9. サブウェイ特急
10. 雨のハイウェイ
11. 夏の終り
  - 作詞：矢沢永吉
12. アイ・ラヴ・ユー、OK
13. 真夜中のロックン・ロール
14. カモン・ベイビー
  - 作詞：矢沢永吉
15. ズッコケ娘
  - 作詞：矢沢永吉
16. ディスコティック
17. ウィスキー・コーク
18. ファンキー・モンキー・ベイビー
  - 作詞：大倉洋一
19. ルイジアンナ
  - 作詞：大倉洋一
20. 恋の列車はリバプール発
21. A DAY
22. CLOSING（ひき潮）

### 発売履歴
| 発売日         | レーベル   | 規格 | 規格品番  |
| -------------- | ---------- | ---- | --------- |
| 2001年11月21日 | Sony Music | DVD  | SSBX-2008 |